# Línia evolutiva de Cleffa
Aquesta línia evolutiva de Pokémon inclou Cleffa, Clefairy i Clefable.

## Cleffa
Cleffa és una de les espècies que apareixen a la franquícia Pokémon. És de tipus fada i evoluciona a Clefairy.

### Informació general[calcitació]
Cleffa és una menudeta criatura de color rosa que té una mica de forma d'estrela. Bàsicament és un Clefairy menut amb el seu cos rosat i les seues orelles marrons. També té una forma corba a la seua front i una menuda cua, això no obstant, no té les xicotetes ales de les seues evolucions. No hi ha cap diferència entre sexes.
Se sap que els Cleffa es beneficien d'alguna manera per la dansa a la llum de la lluna. També poden obtenir els nutrients de la rosada d'aigua potable.
Els Cleffa se coneixen per ser atrets per les pluges de meteorits. Els albiraments d'aquest Pokémon sempre augmenten durant les pluges de meteorits, i quan apareixen, ballen tota la nit. El seu hàbitat són les regions muntanyenques, on viuen amb les seues formes evolucionades. Especialment al Mont Lluna.

### En l'anime[calcitació]
Cleffa primer aparegué en el Pikachu & Pichu com a part de la colla dels Pichu Bros.
En Desig amb Forma d'Estrela (episodi 246 de l'anime), un Cleffa cau d'una nau espacial que pertany al Clefairy cleptòman de Contes Clefairy (episodi 62 de l'anime). Ash i els seus amics han de retornar el Pokémon amb Forma d'Estrela al seu grup abans que l'Equip Rocket i el Club del Misteri Pokémon puguen aconseguir-ho.
Un grapat de Cleffa apareixen en l'episodi Situació tensa amb els Cleffa (episodi 134 d'Advanced Generation). També altre Cleffa apareix en Famolenc per la Bona Vida! (episodi 84 de Diamond & Pearl).

## Clefairy
Clefairy és una de les espècies que apareixen a la franquícia Pokémon. És de tipus fada i evoluciona de Cleffa. Evoluciona a Clefable.

### Informació general[calcitació]
Clefairy sembla una criatura rosa. Té extremitats curtes i un cos rodó que li dona un aspecte rabassut. Tenen gran sensibilitat en les seves orelles marrons. També tenen ales petites que semblen inservibles pel vol, però que els permeten botar amb gràcia.
La més coneguda habilitat que tenen els Clefairy és la d'usar Metrònom, un moviment que implica moure els seus dits cap endavant i cap enrere amb la finalitat d'executar qualsevol moviment a l'atzar. Inclús sense Metrònom, els Clefairy són capaços d'aprendre una gran quantitat de moviments bàsics. També poden emmagatzemar la llum de la lluna en les seves ales, cosa que els permet surar en l'aire. És un dels tres Pokémon que poden aprendre Meteor Mash.

## Clefable
Clefable és una de les espècies que apareixen a la franquícia Pokémon. És de tipus fada i evoluciona de Clefairy.